# Security Identifier
Pour les articles homonymes, voir SID.
Au lieu d’utiliser des noms (non unique), le système d’exploitation Windows utilise des SID (Security Identifiers) pour identifier les entités effectuant des actions. Ce sont des identifiants uniques et immuables de sécurité alphanumériques assignés par un contrôleur de domaine qui identifient chaque système, utilisateur ou objet (groupe) dans un réseau ou sur une machine. Certains SID sont identiques sur tous les systèmes.
Windows autorise ou refuse des accès et des privilèges à des ressources en se basant sur des listes de contrôle d'accès.
SID a le format suivant :
S-1-5-21–7623811015-3361044348-030300820-1013
S - La chaîne de caractères est un SID.
1 - Le niveau de révision
5 - la valeur de l'autorité d'identification.
21–7623811015-3361044348-030300820 - Identificateur de domaine ou d'ordinateur
1013 – Un identificateur relatif (RID : Relative ID)
Mandatory Integrity Control définit 4 SID qui correspondent chacun à un niveau de sécurité différent (bas, moyen, haut et système).

## SID courants (Well known SIDs)
- SID: S-1-5-18

Système local. Un compte de service qui est utilisé par le système d'exploitation
- SID: S-1-5-19

NT Authority. Service local
- SID: S-1-5-20

NT Authority. Service réseau
- SID: S-1-5-21-domain-500

Un compte utilisateur pour l'administrateur système
- SID: S-1-5-21-domain-501

Compte utilisateur invité. Par défaut, il est désactivé
- SID: S-1-5-21-domain-512